# Garganta de los Montes
Garganta de los Montes es un municipio y localidad española de la Comunidad de Madrid. Perteneciente a la comarca de la Sierra Norte, el término municipal cuenta con una población de 416 habitantes (INE 2024). 
Los núcleos de Garganta y El Cuadrón forman el municipio, entre suaves colinas. El buen clima y los paisajes del entorno han propiciado la expansión urbana. Sin embargo, el núcleo de Garganta mantiene su carácter rural y se conservan construcciones tradicionales como potros de herrar, antiguos conjuntos agropecuarios, fraguas y pajares.
El origen histórico hay que buscarlo en la Edad Media, hacia los siglos XIV y XV: la iglesia de San Pedro, en Garganta, es un templo del siglo XV reformado en el siglo XVII. La población de Garganta creció gracias a la explotación ganadera de la oveja merina y a sus cultivos de lino y cereales. En esa época se construyeron dos molinos harineros, uno en el arroyo Tejera y otro, más importante, en el río Lozoya.  
Una de las fechas más trágicas de Garganta fue la de 1599, cuando la conocida como “peste bubónica” provocó una gran mortalidad tanto en Garganta como en los pueblos de su entorno, de tal forma que algunos se vieron abocados a su desaparición. Vecinos huidos de Garganta fundaron entonces la cercana Gargantilla del Lozoya.
Garganta de los Montes perteneció a Guadalajara hasta 1833, año en que empezó a depender de Madrid. 

## Demografía
Cuenta con una población de 416 habitantes (INE 2024).
| Gráfica de evolución demográfica de Garganta de los Montes entre 1842 y 2021 |
| |
| Población de derecho según los censos de población del INE Población de hecho según los censos de población del INEEn este censo se denominaba Garganta y el Cuadrón: 1842 En estos censos se denominaba Garganta: 1857 y 1860 |

## Transporte
Garganta de los Montes tiene cinco líneas de autobús; una de ellas empieza su recorrido en el intercambiador de Plaza de Castilla. Las cinco líneas están gestionadas por la empresa ALSA y son:
| Línea | Recorrido                                        | Operador |
| ----- | ------------------------------------------------ | -------- |
| 194   | Madrid (Plaza de Castilla) – Rascafría           | ALSA     |
| 194A  | Buitrago del Lozoya - Lozoyuela - Rascafría      | ALSA     |
| 195   | Pinilla de Buitrago - Madrid (Plaza de Castilla) | ALSA     |
| 195A  | Circular Buitrago - Gargantilla (por Lozoyuela)  | ALSA     |
| 195B  | Circular Buitrago - Gargantilla (por Villavieja) | ALSA     |

No todas las expediciones de las líneas dan servicio a Garganta de los Montes. En las horas en las que no circulan las líneas directas a Madrid se deberá enlazar en Buitrago del Lozoya con la línea 191. Se recomienda consultar horarios.

## Servicios

### Educación
En Garganta de los Montes hay una guardería pública.